# Westliche Ernährung

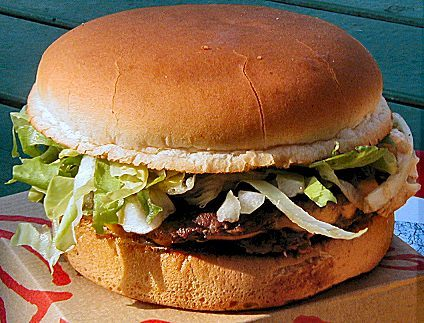
Ein Hamburger, ein typisches Fast-Food-Gericht

Die Westliche Ernährung (aus dem englischen Western Diet übertragener Begriff) oder „westliche Ernährungsweise“ ist eine in der 2. Hälfte des 20. Jahrhunderts verstärkt aufgekommene Ernährungsweise, die gekennzeichnet ist durch einen hohen Konsum von Lebensmitteln mit geringem Sättigungseffekt und wenig Mikronährstoffen wie Fast Food, stark zuckerhaltige Getränke und hochverarbeitete Lebensmittel. Diese haben einem hohen Gehalt an ungesunden Fetten, raffiniertem Getreide, Zucker, Salz und andere schädlichen Elementen. Raffinierten Lebensmitteln wie Auszugsmehl und weißem Reis wurden Ballaststoffe und Mikronährstoffe entzogen. Typisch ist auch ein hoher Konsum von rotem und verarbeitetem Fleisch. Der Konsum von Obst, Gemüse, Vollkornprodukten, Nüssen und Hülsenfrüchten ist hingegen niedrig.
Sie ist verantwortlich für die starke Zunahme an Adipositas in der Bevölkerung und Krankheiten wie bestimmten Krebsarten, Herz-Kreislauf-Erkrankungen, Osteoporose, Autoimmunerkrankungen und Typ-2-Diabetes. Die Westliche Ernährung ist ein wissenschaftliches Modell für eine ungesunde Ernährungsweise. Länder, die (Stand 2013) gemessen am Western dietary similarity index in der Breite der Bevölkerung der Westlichen Ernährung am Nächsten kommen sind Island, Schweiz, die Vereinigten Staaten, Australien, Schweden, Ungarn, Frankreich, Österreich, Deutschland, Dänemark, die Tschechische Republik, die Niederlande, Spanien, Belgien, Finnland und Neuseeland.

## Entwicklung

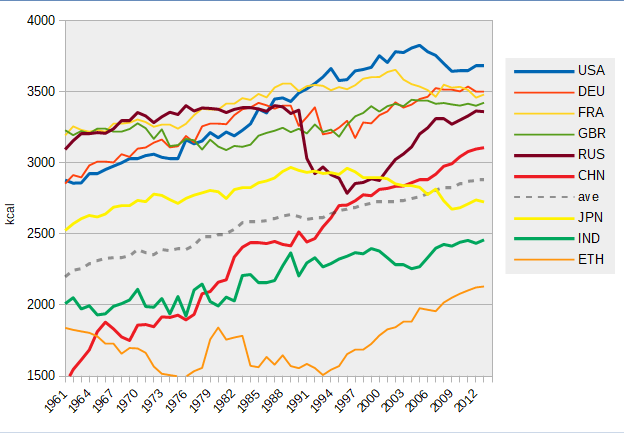
Nahrungsangebot in kcal je Einwohner und Tag für verschiedene Länder.

Zahlreiche Forscher haben die These aufgestellt, dass die Westliche Ernährung und eine bewegungsarme Lebensweise nicht gut zur menschlichen Physiologie passt. Die ursprüngliche Ernährung der frühen Menschen waren wenig verarbeitete wilde Pflanzen und Tiere. Mit der neolithischen Revolution vor 10.000 Jahren begannen die Menschen mit Getreideanbau und Viehzucht, wodurch die Ernährung sehr stark auf raffiniertes Getreide, fettreiches Fleisch und Milchprodukte umgestellt wurde. Auf diese Ernährungsweise haben sich die Menschen evolutionär noch nicht angepasst und es traten erstmals Zivilisationskrankheiten auf.
Die Industrialisierung der Ernährung führte die Entwicklung seit der zweiten Hälfte des 20. Jahrhunderts noch viel konsequenter fort. Heute machen in den Vereinigten Staaten raffinierte Getreide, raffinierte Zucker, raffinierte Pflanzenöle, Alkohol und Milchprodukte 70 % der gesamten Energiezufuhr eines Durchschnittsbürgers aus. Industrialisierung, Globalisierung, die schnelle Ausdehnung der Fast-Food-Restaurants und Entwicklungen der Lebensmittelindustrie haben zum Entstehen und zur weltweiten Ausbreitung der Westlichen Ernährung geführt. Der Wandel von traditioneller zu westlicher Ernährung in Verbindung mit einem bewegungsarmen Lebensstil hat seit den 1960er Jahren zu einer starken Zunahme von Adipositas und Herz-Kreislauf-Erkrankungen geführt. Bereits gegen Mitte des 20. Jahrhunderts fanden Forscher heraus, dass traditionell lebende Menschen in Entwicklungsländern und auch im Mittelmeerraum (traditionelle Mediterrane Ernährung) viel seltener unter Herzkrankheiten litten als Menschen in westlichen Ländern.

## Forschung

### Übergewicht

Übergewicht im internationalen Vergleich.

Die World Health Organization (WHO) warnt, dass gezuckerte Getränke viele Kalorien enthalten, aber weniger zur Sättigung beitragen als Feste Nahrung mit gleicher Kalorienmenge. Sie verweist darauf, dass die Forschung einen Zusammenhang zwischen dem Konsum von gezuckerten Getränken und ungesundem Übergewicht von Kindern hergestellt hat.
Eine Studie aus 2022 zeigt, dass Mahlzeiten die reich an Fett und Zucker sind das Dopamin-Belohnungssystem im Gehirn aktivieren. Die Studienteilnehmer die täglich einen Snack mit viel Zucker und Fett erhielten, zeigten ein erhöhtes Interesse für Lebensmittel mit ähnlichem Muster während das Interesse an Lebensmitteln mit niedrigem Zucker und Fettgehalt nachließ. Hirnscans zeigten eine erhöhte Aktivität in Hirnregionen die für adaptives Lernen zuständig sind. In der Kontrollgruppe war dies nicht zu beobachten. Die Forscher gehen davon aus, dass dies ein Mechanismus ist, weswegen die Westliche Ernährung zu Übergewicht führen kann.
Weiterhin wurde erforscht, dass bei der Fermentation von Ballaststoffen durch Darmbakterien Kurzkettige Fettsäuren entstehen. Diese sind unter anderem appetitregulierend. Ballaststoffreichere Ernährungsweisen sind nicht nur mit einem geringeren Darmkrebsrisiko, sondern auch mit erhöhten Spiegel der appetitsenkenden Hormone Peptid YY und Glucagon-like Peptide 1 (GLP-1) assoziiert. Die Westliche Ernährung ist aber nicht nur arm an Ballaststoffen, sondern auch sehr fettreich. Eine sehr fettreiche Ernährung führte im Tierversuch an Mäusen dazu, dass die GLP-1 produzierenden L-Zellen beeinträchtigt wurden und weniger GLP-1 freisetzten. Auf diese Art wird es zusätzlich schwerer ein Sättigungsgefühl zu empfinden.

### Psychische Gesundheit und Immunsystem
Ein Ernährung, die reich an Mikronährstoffen wie Mineralstoffen und Vitaminen sowie Carotinoiden und Flavonoiden ist, reduziert Entzündungen und Entzündungsaltern sowie damit verbundene chronische Erkrankungen, trägt zu einer guten psychischen Gesundheit bei, ist wesentlich für die Erhaltung eines vorteilhaften Mikrobioms, trägt zu einer guten Funktion der Mitochondrien bei und unterstützt das Immunsystem. Da eine Westliche Ernährung definitionsgemäß arm an Obst und Gemüse und damit auch arm an diesen Inhaltsstoffen ist, ist der Effekt gegenteilig.

### Stoffwechselstörungen und Krebsrisiko
Eine gute Menge an Gemüse, Obst, Ballaststoffen und komplexen Kohlenhydraten in der Ernährung ist mit einem geringen Risiko für Stoffwechselstörungen und Krebserkrankungen assoziiert. Da eine Westliche Ernährung definitionsgemäß arm an Gemüse, Obst und Vollkornprodukten ist, ist der Effekt gegenteilig. Wissenschaftler sehen die Westliche Ernährung insbesondere auch als Risikofaktor für Darmkrebs bei jüngeren (unter 50-jährigen) Menschen.